# Beyster-Detroit Motor Car Company
Beyster-Detroit Motor Car Company war ein US-amerikanischer Hersteller von Automobilen.

## Unternehmensgeschichte
Das Unternehmen wurde im Dezember 1909 in Detroit in Michigan gegründet. Die Produktion von Personenkraftwagen und Lastkraftwagen lief von 1910 bis 1911. Der Markenname lautete Beyster-Detroit. Im April 1911 folgte die Insolvenz.

## Fahrzeuge
Der wichtigste Fahrzeugtyp waren leichte Nutzfahrzeuge. Sie hatten 500 kg Nutzlast.
Außerdem entstanden einige Runabout. Sie hatten einen Vierzylindermotor von Hupmobile.